# Lista de objetos artificiais em Vénus
Lista de objetos artificiais no planeta Vénus.
A tabela seguinte é uma lista de objetos artificiais na superfície de Vénus.
Estes objetos foram abandonados após terem cumprido sua missão. A lista não inclui objetos menores como paraquedas ou escudos térmicos.

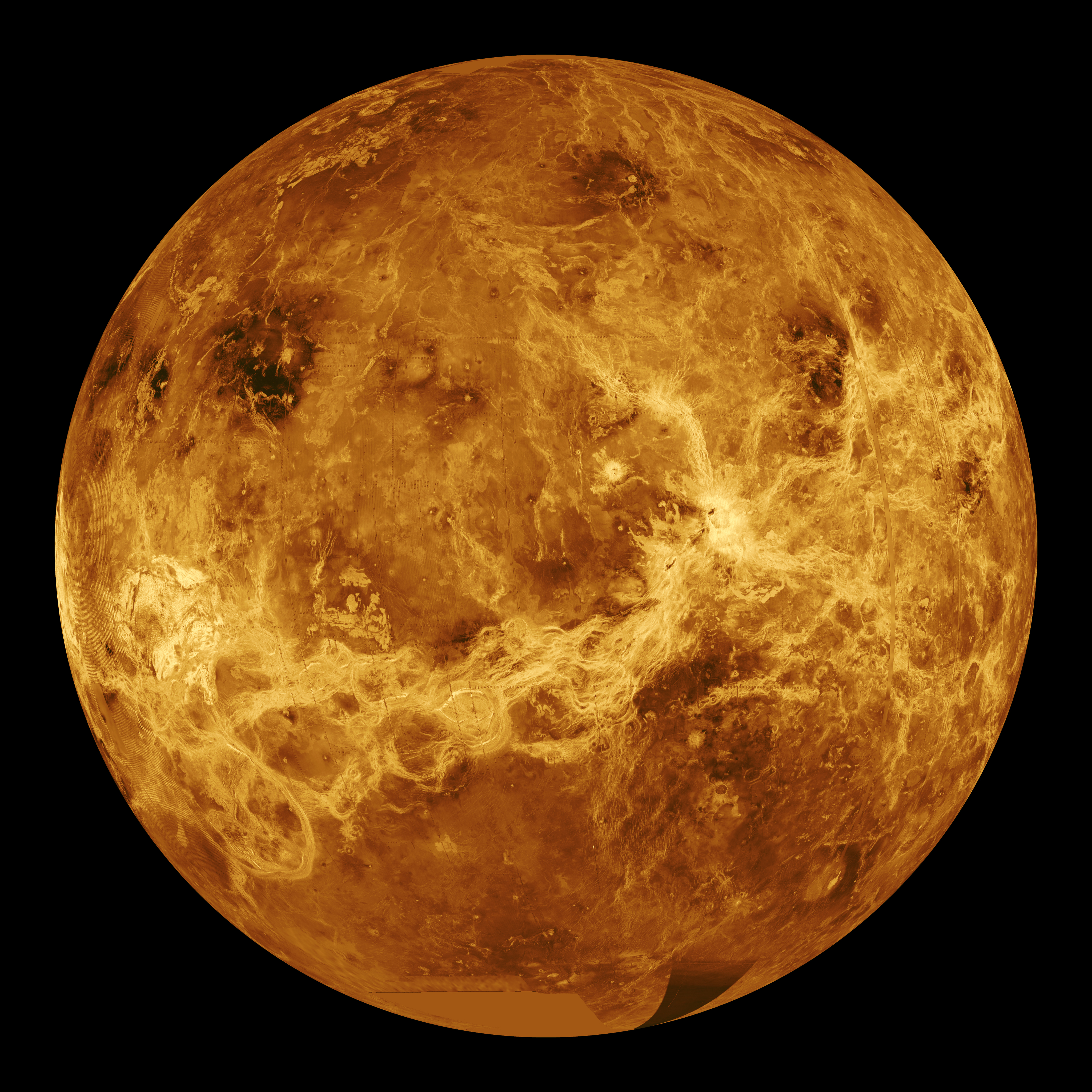
Imagem de radar da sonda Magellan da NASA da superfície de Vénus

| Objeto artificial                           | Imagem                                      | Nacionalidade                               | Ano de aterrissagem                         | Massa (kg) | Local             |
| Venera 3                                    |                                             | URSS                                        | 1966                                        | 958        | ?                 |
| Cápsula do Venera 4                         |                                             | URSS                                        | 1967                                        | 1104       | 19° N, 38° E      |
| Cápsula do Venera 5                         |                                             | URSS                                        | 1969                                        | 1128       | 3° S, 18° E       |
| Cápsula do Venera 6                         |                                             | URSS                                        | 1969                                        | 1128       | 5° S, 23° E       |
| Cápsula do Venera 7                         |                                             | URSS                                        | 1970                                        | 1180       | 5° S, 351° E      |
| Cápsula do Venera 8                         |                                             | URSS                                        | 1972                                        | 1180       | 10° S, 335° E     |
| Aterrissador Venera 9                       |                                             | URSS                                        | 1975                                        | 2015       | 32° N, 291° E     |
| Aterrissador Venera 10                      |                                             | URSS                                        | 1975                                        | 2015       | 16° N, 291° E     |
| Ônibus Pioneer Venus                        |                                             | Estados Unidos                              | 1978                                        | 290        | 37.9° S, 290.9° E |
| Sonda maior Pioneer Venus                   |                                             | Estados Unidos                              | 1978                                        | 300        | 4.4° N, 304.0° E  |
| Sonda menor Pioneer Venus - Norte           |                                             | Estados Unidos                              | 1978                                        | 90         | 59.3° N, 4.8° E   |
| Sonda menor Pioneer Venus - Dia             |                                             | Estados Unidos                              | 1978                                        | 90         | 31.3° S, 317.0° E |
| Sonda menor Pioneer Venus - Noite           |                                             | Estados Unidos                              | 1978                                        | 90         | 28.7° S, 56.7° E  |
| Aterrissador Venera 11                      |                                             | URSS                                        | 1978                                        | 2015       | 14° S, 299° E     |
| Aterrissador Venera 12                      |                                             | URSS                                        | 1978                                        | 2015       | 7° S, 294° E      |
| Aterrissador Venera 13                      |                                             | URSS                                        | 1982                                        | 2015       | 7.5° S, 303° E    |
| Aterrissador Venera 14                      |                                             | URSS                                        | 1982                                        | 2015       | 13.25° S, 310° E  |
| Módulo de descida da Vega 1                 |                                             | URSS                                        | 1985                                        | 1500       | 7.5° N, 177.7° E  |
| Gôndola do balão da Vega 1                  |                                             | URSS                                        | 1985                                        | 6.9        | ?                 |
| Módulo de descida da Vega 2                 |                                             | URSS                                        | 1985                                        | 1500       | 8.5° S, 164.5° E  |
| Gôndola do balão da Vega 2                  |                                             | URSS                                        | 1985                                        | 6.9        | ?                 |
| Massa total estimada (sem combustível) (kg) | Massa total estimada (sem combustível) (kg) | Massa total estimada (sem combustível) (kg) | Massa total estimada (sem combustível) (kg) | 22,642     |                   |